# 拉伸文本

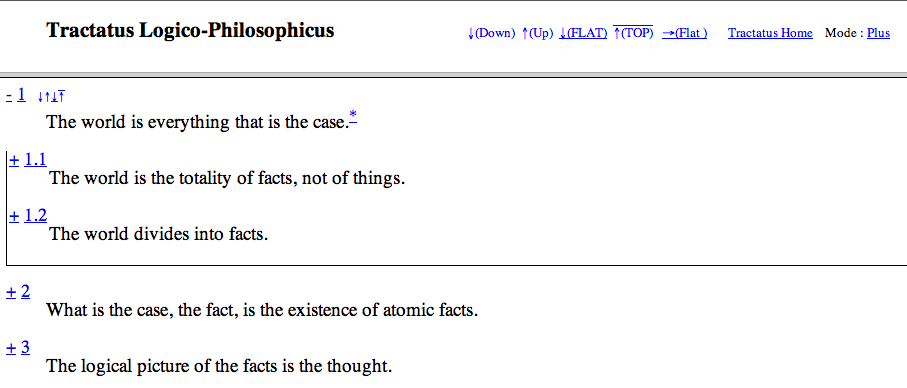
拉伸文本的演示，列出了Ludwig Wittgenstein的Tractatus Logico-Philosophicus的命题，並進一步顯示Wittgenstein對命题的評論

拉伸文本（StretchText）是一種超文本的功能，尚未在全球資訊網之類的系統中廣泛採用，但是讀者更容易控制所讀內容的詳細程度，作者可以在作品中寫出多層次的細節。
拉伸文本類似大綱編輯器，但不是將目錄層層展開顯示細節，而是將目前的節點替換成不同的節點。這種“拉伸”換成較長的字句，或收縮換成較短的字句，就是這功能名稱的由來。就像放大可以看到更多細節一樣。
Ted Nelson在1976年左右創造了這個詞。
拉伸文本在概念上類似現有的超文本系統，用連結來提供對某事物更清晰或更詳盡的解釋，但連結和拉伸文本的節點之間有一個關鍵性的區別：連結將當前的超文本完全替換為另一篇超文本，而拉伸文本則在原處伸展或收縮內容，所以現有的內容就是拉伸後新增文字的上下文。